# NGC 2054
NGC 2054 bezeichnet im NGC-Katalog vier scheinbar dicht beieinander liegende Sterne im Sternbild Orion. Der Katalogeintrag geht auf eine Beobachtung des Astronomen George Phillips Bond am 6. Oktober 1850 zurück.